# Atonalitate
Muzica atonală este acea muzică care rezultă din renunțarea la funcțiunile și legile tonale tradiționale care caracterizau muzica europeană occidentală încă din secolul al XVII-lea: tonalitatea de bază, funcțiunile armonice (tonică, dominantă, subdominantă), noțiunea de consonanță, cadență etc.) Ea utilizează ca element de compoziție totalitatea resurselor gamei cromatice ("cromatism total"), în care cele douăsprezece semitonuri ale unei octave sunt considerate echivalente.
Atonalitatea (sau atonalismul) este un termen care descrie în același timp tehnica respectivă de compoziție, cât și structura armonică care rezultă din aceasta. Sistemul atonal a contribuit în mod determinant la evoluția muzicii din cursul secolului al XX-lea și a dus la dezvoltarea curentelor de avangardă care domină "muzica contemporană".

## Apariție și dezvoltare
Este greu de fixat momentul apariției atonalismului. El poate fi descoperit în germene în cromatismul tot mai exacerbat din muzica lui Richard Wagner, Franz Liszt (Bagatelle ohne Tonart, 1885 sau Claude Debussy. Acest cromatism se propagă tot mai mult în arhitectonica armonică sau contrapunctică, în asemenea măsură încât combinația sunetelor devine incomprensibilă pentru o gândire tonală rațională. Primele creații ale lui Arnold Schönberg, de ex.: sextetul "Verklärte Nacht" ("Noapte transfigurată") din anul 1899, dovedesc această tendință. De fapt lui Schönberg și celorlalți reprezentanți ai celei de "A doua școală vieneză" ("Zweite Wiener Schule") li se atribuie paternitatea unui atonalism conștient și sistematic.     
Apariția acestei modalități muzicale se situează în ceea ce s-a descris la sfârșitul secolului al XIX-lea și începutul secolului XX drept criză a tonaltății în muzica tradițională. Criză care, după Ferruccio Busoni, rezulta din "epuizarea sistemului major/minor" și, după Schönberg, din "pretenția nejustificată a unui acord tonal de a domina pe toate celelalte". Această situație a dus deja în cadrul limbajului tonal la folosirea unor acorduri ambigue, a unor inflexiuni armonice aleatorii și a unor modalități melodice și ritmice neobișnuite.
Prima fază este adesea descrisă ca "atonalitate liberă" sau "cromatism liber", implicând o tendință conștientă în a evita armonia diatonică tradițională. Compoziții din această perioadă sunt Pierrot lunaire (1912) de Schönberg și opera Wozzeck (1917-1922) de Alban Berg.
A doua fază debutează după primul război mondial și se caracterizează prin voința de a crea un sistem compozițional fară tonalitate, faimoasa tehnică dodecafonică, creată și dezvoltată de Arnold Schönberg. Printre compozițiile caracteristice acestei perioade se numără opera Lulu și Suita lirică pentru quartet de coarde de Alban Berg, concertul pentru pian, oratoriul Die Jakobsleiter și numeroase piese de muzică de cameră de Arnold Schönberg. Schönberg a fost principalul animator al acestui sistem, elevul său Anton Webern începe să prezinte dinamica timbrurilor sub formă de serii succesive. Această inovație combinată cu parametrajul lui Olivier Messiaen va inspira, începând cu anul 1950, muzica serială (serialismul) cu principalii săi reprezentanți: Milton Babitt, Pierre Boulez, Karlheinz Stockhausen, Luigi Nono .